# BBC蘇格蘭 (電視頻道)
BBC蘇格蘭（英語：BBC Scotland）是英國廣播公司的一個電視頻道，使用英語在BBC蘇格蘭區域播出。該頻道在2019年2月24日播出，取代之前的BBC2蘇格蘭版。該頻道播出時間是每日晚間7時至午夜，節目中必須至少有95%是源自蘇格蘭。

## 外部連結
- 在BBC Online了解BBC Scotland
- 在BBC Online了解BBC News Scotland